# Семененко, Николай Пантелеймонович
Никола́й Пантелеймо́нович Семене́нко (3 [16] ноября 1905 или 1905, Мариуполь, Екатеринославская губерния — 18 августа 1996) — советский и украинский геолог, действительный член Академии наук Украинской ССР (1948), заслуженный деятель науки Украинской ССР (1957), академик-секретарь Президиума Академии наук Украинской ССР (1948—1950), вице-президент Академии наук Украинской ССР (1950—1970), основатель и директор Института геохимии и физики минералов Академии наук Украинской ССР (1969—1977).

## Биография
Родился 16 ноября 1905 года в Мариуполе на улице Донецкой, что на Слободке, в многодетной семье.
По окончании в 1927 году Днепропетровского горного института, работал в нём (с 1937 года — профессор).
Член КПСС с 1932 года.
В 1932 году — главный инженер Научно-исследовательского горнорудного института (Кривой Рог).
С 1944 года заведовал отделом рудных месторождений Института геологических наук АН УССР (до 1952 года одновременно профессор Киевского университета).
Умер 18 августа 1996 года на 91-м году жизни[где?].

## Труды
Автор более 200 научных публикаций.
Научные труды были посвящены петрографии (общим теоретическим вопросам метаморфических и магматических пород Украины и т. д.), геологии рудных ископаемых (в частности, Криворожского бассейна), проблемам докембрия, геохронологии; освещению геологического строения и петрографии Украинского кристаллического массива.
Основные работы:
- «Гранитные пегматиты Украины». Геологический журнал, (ч. 6, 1940),
- «Структура Украинского кристаллического массива», (там же, ч. 9, 1948),
- «Структура рудных полей Криворожских железорудных месторождений», т. 1 (1946),
- «Железисто-кремнистые формации, их состав и положение в средней части украинского кристаллического массива», в кн. «Геология железисто-кремнистых формаций Украины» (1959).

Кислородно-водородная модель Земли
Н. П. Семененко создал кислородно-водородную модель Земли, которая является интересной гипотезой, но не соответствует современным научным представлениям. Согласно этой модели, ядро Земли состоит из твёрдой внутренней части, которую составляют гидриды и карбиды металлов, и внешней менее плотной, разрыхлённой при разложении этих соединений. Результаты распада карбидов и гидридов поступают в мантию с образованием газов (CO, H, CH), которые поднимаются в верхнюю мантию, где взаимодействуют с силикатами и образуют «флюиды», потоки которых перемещаются в земную кору.
Свою гипотезу он изложил в книге:

Семененко, Н. П. Кислородно-водородная модель Земли / Ин-т геохимии и физики минералов АН УССР. — Киев : Наукова думка, 1990. — 246, [1] с. : ил. — ISBN 5-12-001407-0.

## Награды
- дважды Орден Ленина (03.05.1954; 19.07.1958)
- орден Октябрьской Революции (20.07.1971)
- орден Трудового Красного Знамени (29.11.1965)
- орден Дружбы народов (15.11.1985)
- орден «Знак Почёта» (23.01.1948)
- медали
- Заслуженный деятель науки Украинской ССР (26.12.1957)

## Память
Именем Николая Семененко назван Институт геохимии, минералогии и рудообразования. 16 ноября 2005 года у входа в институт установлен бюст Николая Семененко, изготовлено в 1970-х скульптором Александром Скобликовым. Также же бюст сохраняется и на родине учёного в Мариупольском краеведческом музее.